# Prunusspanner
De prunusspanner (Aleucis distinctata) is een nachtvlinder uit de familie van de spanners (Geometridae). 

## Kenmerken
De voorvleugellengte bedraagt tussen de 13 en 14 mm. De basiskleur van de voorvleugel is bruin. De middenband is donkerder met donkere gekartelde randen. De achtervleugels zijn lichtgekleurd. De achtervleugel is wittig. Alle vleugels hebben een middenstip. Op het bruine achterlijf bevindt zich een rij witte stippen die vaak tussen de vleugels zichtbaar is. 

## Levenscyclus
De prunusspanner gebruikt Prunus en meidoorn als waardplanten. De rups is te vinden van mei tot juli. De soort overwintert als pop. Er is jaarlijks een generatie die vliegt van halverwege maart tot en met mei.

## Voorkomen
De soort komt voor van West-Europa en het Iberisch Schiereiland tot Turkmenistan, Zuidelijke Kaukasus en Klein-Azië. De prunusspanner is in Nederland een zeldzame soort uit het zuidoosten. Ook in België is de prunusspanner zeldzaam en vooral bekend uit het zuiden. 